# 井宿增十二
雙子座35，又名BD+13 1434，HD 49738、SAO 96179、HR 2525，是雙子座的一颗恒星，视星等为5.65，位于銀經200.84，銀緯5.85，其B1900.0坐标为赤經6h 44m 46.8s，赤緯+13° 5.85′ 41″。